# ニューゲイザー
ニューゲイザーはオルタナティヴ・ロックのジャンルの一つであり、1980年代後半から1990年代前半までに流行したシューゲイザーから影響を受けた、2000年代以降にデビューしたバンド群を指す。諸外国では主にNu gaze （ニュー・ゲイズ）と呼称される。

## 概要
ニューゲイザーというフレーズはイギリスのロックバンド、マイ・ヴィトリオールのフロントマンであるソム・ワードナーが2001年に行われたインタビューにて、自身のバンドがシューゲイザーではないと否定した後に、"I guess you could call us Nu-Gaze." （僕たちのことをNu-Gazeって呼ぶと思うけどね）と冗談めかして発言したのが最初だと言われている。
00年代中盤以降には続々と新しいニューゲイザーバンドが出現していったが、ロックバンドだけでなくエレクトロニカアーティストからのニューゲイザー支持も根強く、M83やウルリッヒ・シュナウス、トロ・イ・モアなどエレクトロニカとシューゲイザーを融合させるミュージシャンも登場した。

## 主なニューゲイザー・バンド
- ア・サニー・デイ・イン・グラスゴー
- アソビ・セクス
- アミューズメント・パークス・オン・ファイア
- M83
- ザ・ジョイ・フォーミダブル
- ブロンド・レッドヘッド
- ザ・ペインズ・オブ・ビーイング・ピュア・アット・ハート
- マイ・ヴィトリオール
- リンゴ・デススター
- レッティング・アップ・ディスパイト・グレイト・フォールツ
- ザ・レディオ・デプト